# Port lotniczy John Wayne
John Wayne Airport – port lotniczy w pobliżu miasta Santa Ana, w hrabstwie Orange, w Kalifornii, w Stanach Zjednoczonych. W 1979 roku został nazwany imieniem amerykańskiego aktora filmowego, Johna Wayne’a.

## Terminale
Port lotniczy składa się z dwóch terminali, A i B. Terminal C jest w budowie od 2010 roku.

## Połączenia
Lotnisko ma połączenia z wieloma miastami w Stanach Zjednoczonych (m.in. z Denver, Chicago, Nowym Jorkiem, Salt Lake City, Sacramento, Los Angeles i San Francisco oraz sezonowo z Honolulu), a od 2010 roku z Kanadą.